# پردیس تئاتر شهرزاد
پردیس تئاتر شهرزاد یک مجموعه تئاتر خصوصی در شهر تهران است که ۵ سالن نمایش با ظرفیت کلی حدود ۸۰۰ تماشاگر دارد. ساختمان این مکان در گذشته به مدت بیش از ۵۰ سال محل زایشگاه امید بود و پس از بازسازی، در تیرماه سال ۱۳۹۶ با طراحی و مدیریت شهرزاد جعفری به پردیس تئاتر تبدیل شده‌است.